# عمر بن يحيى عبد الجبار
عمر بن يحيى عبد الجبار، أحد أبرز الأعلام في الحجاز في القرن الرابع عشر الهجري، وله جهود مسبوقة في المجالات التعليمية والتاريخية والاجتماعية في المملكة العربية السعودية.

## ترجمته
نظرًا للمكانة الاجتماعية والآثار العلمية والعملية الحسنة التي قام بها عمر عبد الجبار قام بترجمته الشيخ زكريا بيلا في كتابه ( الجواهر الحسان)، فقال مترجمًا له:
«الفاضل النشيط، الأستاذ الهمام، الأديب المقدام الشيخ عمر عبد الجبار. ولد بمكة المكرمة عام 1318هـ، وتلقى علومه بالحجاز  بجد، واهتمام، ، وانتظام في سلك أبناء المدرسة الحربية في زمن الحكومة الهاشمية، وكان أحد الضباط اليقظين، وجاب كثيراً من البلدان ، واستقر بأرض جاوى مدة طويلة، ثم في عهد الحكومة السعودية رجع سنة 1355هـ إلى وطنه (مكة المكرمة) ، وفتح دكانا لبيع الكتب الدينية والأدبية بباب الزيادة ، وأسمى تلك المكتبة (مكتبة المعارف)، ثم تولى مديرية دار الأيتام بمكة، ثم انفصل منها، وتعين معاوناً لمدير المعهد العلمي السعودي الأستاذ أحمد العربي، وقام بمهمة، واقتدار، وكفاءة لائقة بمقامه، ثم بتاريخ غرة رمضان سنة 65هـ نوهت الجريدة السعودية (البلاد) بصدور الأمر السامي بنقل الأستاذ المذكور  من المعارف إلى رتبة مفوض أول بشرطة العاصمة، وقد باشر عمله برئاسة المنطقة الأولى، وله مؤلفات عديدة في التاريخ، والمحفوظات، والفقه، والقواعد، والمحادثات، والزراعة. وتوفي الشيخ عمر عبد الجبار في محرم سنة 1391هـ بمكة» 

## اهتمامه بالكتب
افتتح عمر عبد الجبار مكتبة خاصة ببيع الكتب الدينية والأدبية، وتفردت المكتبة ببيع الكتب الدراسية والكتب الحديثة، وهذه المكتبة تسمى بـ (بمكتبة المعارف)، وتقع بالقرب من باب الزيادة بالحرم المكي الشريف.
وقد تحدث عن اهتمام عمر عبد الجبار بالكتب نسيبه الشيخ عبد العزيز الرفاعي في قوله:«كان أستاذنا الشيخ عمر عبد الجبار  يرحمه الله معنياً بالكتب المدرسية، يستوردها ويؤلفها، ويستورد أيضاً جانب من الكتب الحديثة، وعن طريقه عرفت كتاباً عن الأدب العراقي الحديث، فيه مشاهير من شعرائه منهم: البصير، والجواهريب، والرصافي، والزهاوي وغيرهم...».

## إنجازاته
تسجل لعمر بن يحيى عبد الجبار إنجازات متنوعة في مجالات عدة في المملكة العربية السعودية، فكان له السبق والريادة في مجالات علمية، وثقافية، وتاريخية، واجتماعية، ومن أهم إنجازاته:
- تأليف المناهج الدراسية في العلوم الدينية والعربية والاجتماعية على مستوى التعليم العام.
- مؤسس مدرسة الزهراء للفتيات بالحجاز -في مكة المكرمة- وهي أول مدرسة تضم المرحلة المتوسطة على مستوى المملكة العربية السعودية.
- يعتبر أول من أسس الكشافة السعودية، فهو بذلك رائد الحركة الكشفية في المملكة العربية السعودية.
- ساهم في نشر كتب بعض المؤلفين، وهي كتب ذات أهمية  في الأدب والتاريخ مثل:  حياة سيد العرب، تاريخ الكعبة، تاريخ المسجد الحرام لحسين باسلامة.
- ألف عن علماء مكة المكرمة في كتاب بعنوان: (سير وتراجم بعض علمائنا في القرن الرابع عشر للهجرة).[4]

## أعماله الإدارية ومناصبه
- مدير إدارة الأيتام.
- مساعد مدير المعهد العلمي السعودي.
- مدير شرطة الحرم.
- مدير شرطة الآداب.
- ضابط في الأمن العام.
- مفتش في أمانة العاصمة.
- مدير عام الجوازات.[5]

## وصلات خارجية
- عمر عبد الجبار مؤسس مدرسة الزهراء بمكة
- عمر عبد الجبار.. مؤسس أوّل مدرسة للبنات بمكة